# 鯊魚島

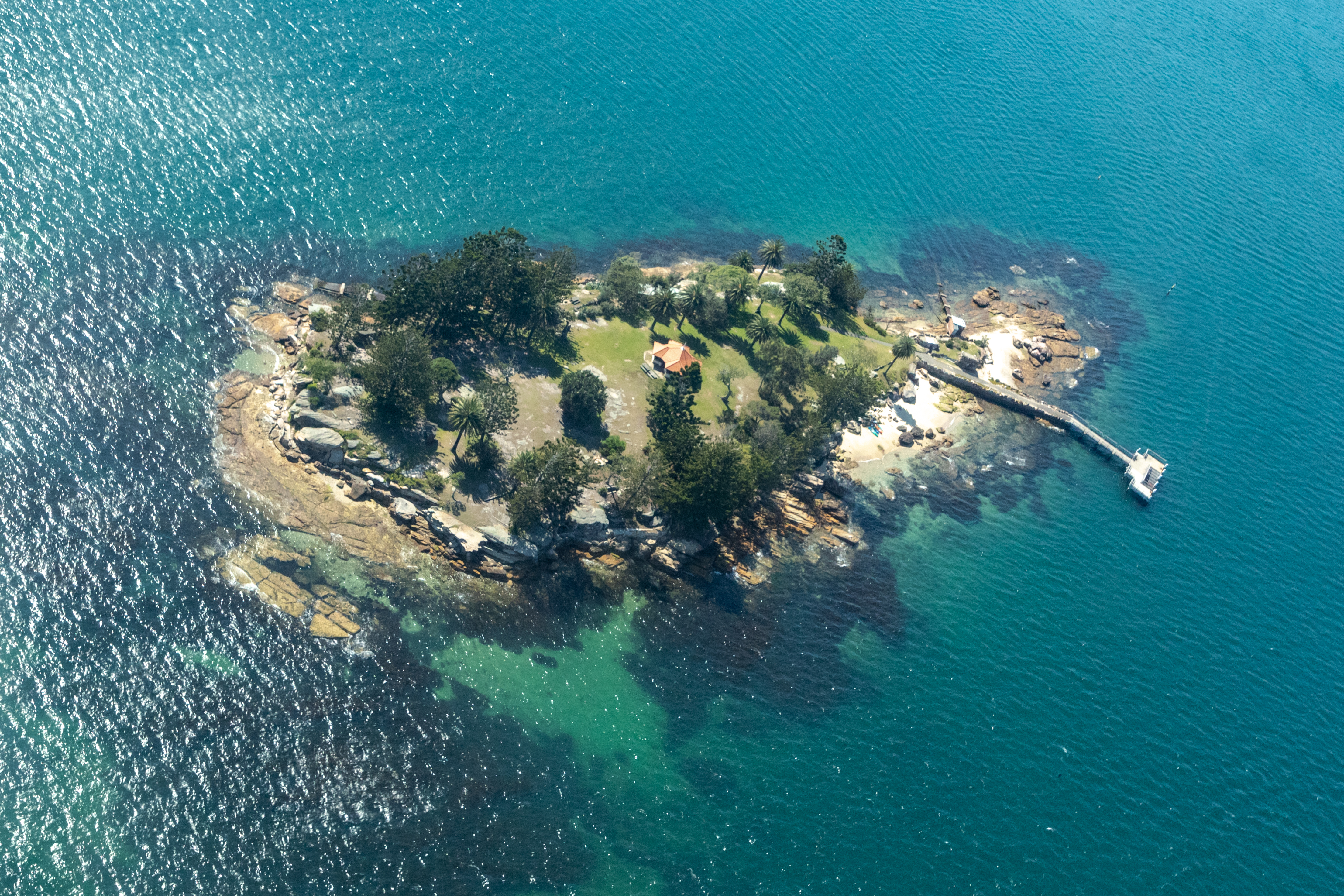
鯊魚島

鯊魚島（英語：Shark Island），位於澳大利亞悉尼港的一個小島，長250米，闊100米，面積為1.5 ha（3.7 acre），座落於派珀角、玫瑰灣及沃克盧斯對開的海面。

## 外部連結
- Catie Gilchrist. . Dictionary of Sydney. Dictionary of Sydney Trust. 2014  [6 October 2015]. （原始内容存档于2023-08-28）. [CC-By-SA]

33°51′30.08″S 151°15′27.50″E / 33.8583556°S 151.2576389°E